# Ilumetsa (przystanek kolejowy)
Ilumetsa – przystanek kolejowy w lasach (w oddaleniu od skupisk ludzkich), w prowincji Põlva, w Estonii. Położony jest na linii Tartu - Koidula. 

## Historia
Przystanek został otwarty w latach 30. XX w..